# Michael Reuter
Michael Reuter (* 11. November 1948 in Darmstadt) ist ein hessischer Politiker (SPD) und war bis zum 17. Januar 2014 Abgeordneter des Hessischen Landtags.

## Ausbildung und Beruf
Nach dem Abitur im Jahr 1968 studierte Reuter von 1968 bis 1975 Rechtswissenschaften an den Universitäten in Mainz und Frankfurt am Main. Im Jahr 1977 legte er das zweite juristische Staatsexamen ab und er arbeitete von 1978 bis 1980 als wissenschaftlicher Mitarbeiter an der Universität Mainz sowie von 1980 bis 1986 als verwaltungsfachlicher Aufsichtsbeamter beim Staatlichen Schulamt für den Odenwaldkreis. Im Jahr 1984 folgte die Promotion zum Dr. iur. Neben einer Tätigkeit als Lehrbeauftragter an der Verwaltungsfachhochschule Frankfurt in den Fächern Privat- und Verwaltungsrecht von 1984 bis 1991 war er von 1987 bis 1991 Hauptabteilungsleiter „Schule und Jugend“ beim Kreisausschuss des Odenwaldkreises.

## Politik
Seit 1974 ist Reuter Mitglied der SPD und hatte dort verschiedene Vorstandsämter inne, zuletzt von 2001 bis 2009 als Unterbezirksvorsitzender der SPD-Odenwaldkreis.
Er war von 1985 bis 1991 Stadtverordneter der Stadt Dieburg und von 1991 bis  März 2003 hauptamtlicher, sodann bis 2009 ehrenamtlicher Erster Kreisbeigeordneter des Odenwaldkreises.
Abgeordneter im hessischen Landtag war er seit dem 5. April 2003 und dort Vorsitzender der Kommission gemäß dem Ausführungsgesetz zum Gesetz zu Art. 10 Grundgesetz (G 10-Kommission), seit 5. April 2003 war er stellvertretender Vorsitzender im Untersuchungsausschuss 16/2. Er war von 2003 bis 2014 Mitglied im Ältestenrat und im Kulturpolitischen Ausschuss, dessen Vorsitzender er von 2009 bis 2014 war. Von 2003 bis 2008 war er Mitglied im Rechtsausschuss und Unterausschuss für Heimatvertriebene, Aussiedler, Flüchtlinge und Wiedergutmachung und im Hessischen Landesdenkmalrat. Von 2008 bis 2014 war Reuter Mitglied im Europaausschuss und europapolitischer Sprecher seiner Fraktion.
Bei der Landtagswahl am 27. Januar 2008 gewann er den Wahlkreis 53 (Odenwald) mit 41,6 % der Erststimmen. Nach der Auflösung des Landtags im November 2008 wurde er durch die Wahlkreiskonferenz der SPD Odenwald erneut zum Direktkandidaten für die Neuwahl des Landtags im Januar 2009 gewählt, konnte den Wahlkreis jedoch nicht gewinnen und zog über die Landesliste in den Landtag ein.